# Pterolophia brevegibbosa
Pterolophia brevegibbosa är en skalbaggsart som beskrevs av Maurice Pic 1926. Pterolophia brevegibbosa ingår i släktet Pterolophia och familjen långhorningar.
Artens utbredningsområde är Nepal. Inga underarter finns listade i Catalogue of Life.